# Liste der Monuments historiques in Louvigné-de-Bais
Die Liste der Monuments historiques in Louvigné-de-Bais führt die Monuments historiques in der französischen Gemeinde Louvigné-de-Bais auf.

## Liste der Bauwerke
| Bezeichnung      | Beschreibung | Standort | Kennzeichnung | Schutzstatus             | Datum     | Bild           |
| ---------------- | ------------ | -------- | ------------- | ------------------------ | --------- | -------------- |
| Kapelle St-Job   |              | (Lage)   | PA00090619    | Inscrit                  | 1975      | weitere Bilder |
| Kirche St-Patern |              | (Lage)   | PA00090620    | Inscrit Classé (Fenster) | 1926 1984 | weitere Bilder |

## Liste der Objekte

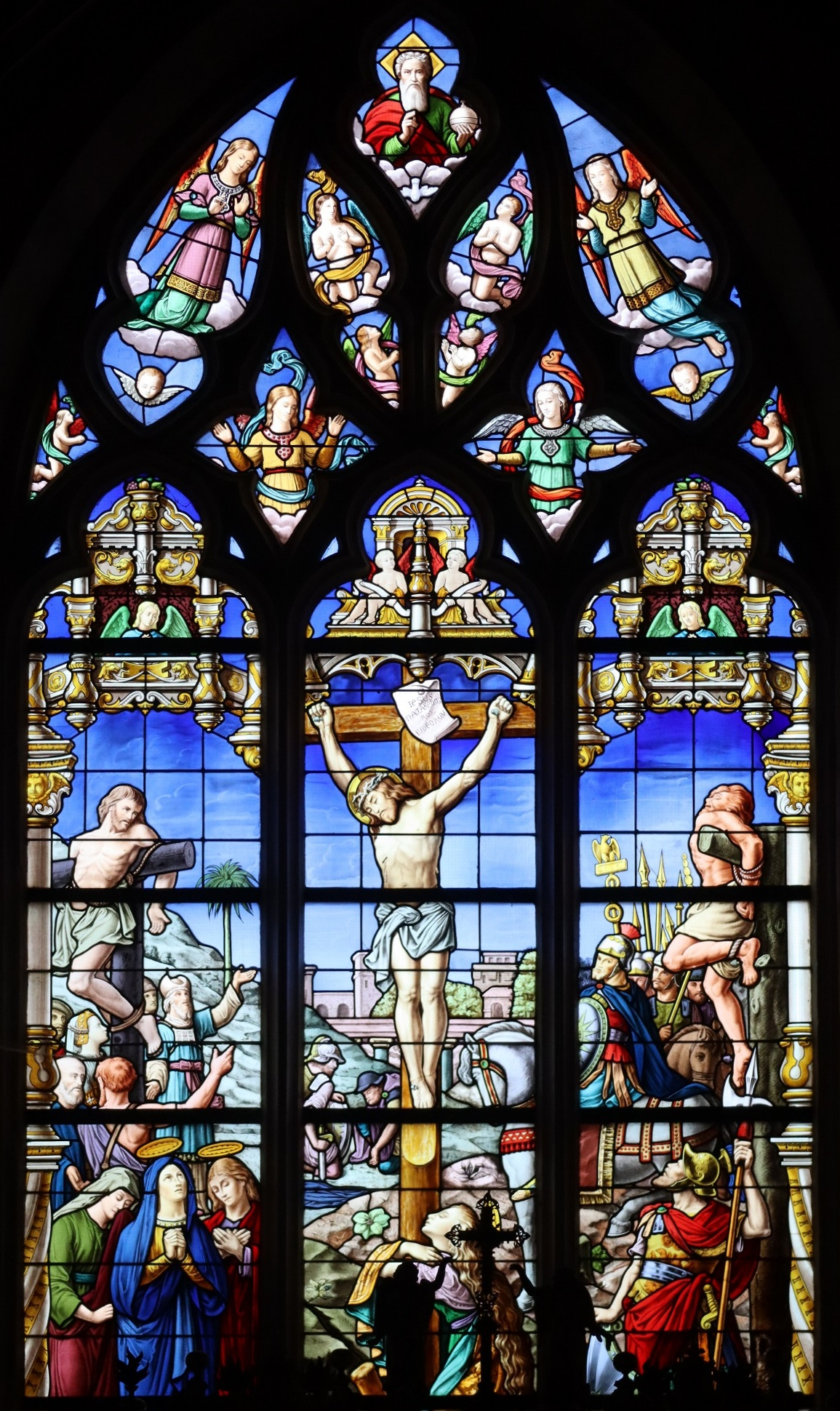
Kreuzigungsfenster (1886) in der Kirche St-Patern von Lecomte et Colin

- Monuments historiques (Objekte) in Louvigné-de-Bais in der Base Palissy des französischen Kultusministeriums